# Andoharano monodi
Andoharano monodi is een spinnensoort in de taxonomische indeling van de spleetwevers (Filistatidae).
Het dier behoort tot het geslacht Andoharano. De wetenschappelijke naam van de soort werd voor het eerst geldig gepubliceerd in 1971 door Legendre.